# Flug- und Raumfahrtmedizin
Die Flug- und Raumfahrtmedizin beschäftigt sich mit dem Erhalt der Gesundheit von Nutzern von Flugzeugen und Raumschiffen. Der englische Begriff aviation medicine fasst die Gebiete Flugmedizin und Raumfahrtmedizin (auch Weltraummedizin) zusammen.
Sie erstreckt sich über die Bereiche:
- Flugpsychologie
- Flugphysiologie
- Tauglichkeit von Luftfahrtpersonal
- Unfälle mit Fluggeräten
- Gefahren durch Fluggeräte (Lärm, Schadstoffe)
- Reisevenenthrombosen, Jetlag
- Flugangst
- Medizinische Notfälle, Flugrettung, Luftrettung, Betrieb von Ambulanzflugzeugen und Telemedizin
- Reisekrankheit

Raumfahrtmedizin umfasst die Gebiete:
- Lebenserhaltungssystem
- Raumkrankheit / Effekte der Schwerelosigkeit und Gegenmaßnahmen
- Strahlenbiologie
- Exo- bzw. Astrobiologie

Die Flug- und Raumfahrtmedizin beschäftigt sich ebenfalls mit der psychologischen und physiologischen Testung für die Personalauswahl. Ein an die Flugfahrtmedizin angrenzendes Gebiet ist die Reisemedizin.

## Flugmedizin als Zusatzweiterbildung für Fachärzte
Ärzte und Ärztinnen, die über eine Facharztanerkennung in einem Gebiet der unmittelbaren Patientenversorgung verfügen, nach erfolgreichem Abschluss einer entsprechenden Zusatzweiterbildung die Zusatzbezeichnung Flugmedizin neben ihrer Facharztbezeichnung führen.

## Raumfahrtmedizin
In der Raumfahrt wurden seit 1961 mehr als 560 Astronauten eingesetzt. Dabei handelte es sich ganz überwiegend um hoch selektionierte, trainierte Personen. Die ESA (European Space Agency) hat 1978 damit begonnen, ein eigenes Raumfahrtkorps aufzustellen. Mit den Spacelab-Missionen wurden ab 1983 erstmals europäische Astronauten ins All geschickt und Erfahrungen mit der Physiologie und Pathologie des Aufenthalts im Weltraum gesammelt. Basierend auf den bisherigen Erfahrungen in der bemannten Raumfahrt hat die ESA bei der Rekrutierung von Astronauten folgende Kriterien entwickelt:
- Gesundheitsprüfung nach JAR-FCL 3, Klasse 2 (Durchführung durch einen durch die nationale flugmedizinische Behörde zugelassenen Fliegerarzt (AME))
- Keinerlei Krankheiten
- Keine Drogen-, Alkohol- oder Tabakabhängigkeit
- Alle Gelenke müssen eine uneingeschränkte Beweglichkeit und eine normale Funktionsfähigkeit aufweisen
- Sehstärke auf beiden Augen 100 % (20/20) Sehstärke. Korrektur mit Brille oder Kontaktlinsen erlaubt
- Keinerlei psychische Störungen
- Hohe kognitive, mentale und charakterliche Fähigkeiten für ein effizientes Arbeiten in einem Umfeld mit hohen intellektuellen und sozialen Anforderungen

Raumfahrer sollten gesund sein und eine ihrem Alter angemessene körperliche Kondition haben. Spitzensportler und übermäßig trainierte Personen haben bei der Raumfahrt keine Vorteile. Eine übermäßig stark entwickelte Muskulatur kann für Astronauten in der Schwerelosigkeit sogar von Nachteil sein.
Mit der Öffnung der kommerziellen Raumfahrt für nicht körperlich selektionierte Personen wächst das medizinische Risiko der Raumfahrt. Die medizinischen Probleme sind je nach Dauer des Raumflugs unterschiedlich. Sie betreffen die physiologische Adaptation an die Schwerelosigkeit, die psychologischen Probleme der Isolation und der Distanz von der Erde und zahlreiche Notfallsituationen zum Beispiel durch einen Druckverlust mit folgender Hypoxie oder Kompressionskrankheit. Beim Start des Raumschiffs treten erhebliche akustische Belastungen, Vibrationen und Beschleunigungen auf, die untrainierten Passagieren erhebliche Probleme machen können. Angstreaktionen, Übelkeit und Hypokapnie sind häufig die Folge. Bei längerem Aufenthalt im All kommt es zu einer Kalksalzminderung der Knochen, häufigeren Nierensteinen, einer Veränderung des Plasmavolumens, einer kardiovaskulären Dekonditionierung und Muskelatrophie der Beine. Weitere Probleme treten auf, wenn der Astronaut nach längerem Aufenthalt im All wieder auf der Erde ist. Die kardiovaskuläre Regulation ist häufig gestört, die wieder vorhandene Schwerkraft führt zu Schwindelreaktionen, Wasser und Mineralhaushalt müssen sich umstellen.

## Raumfahrt-Pharmazie
Bei den Raumflügen der Apollo-Mission wurden Medikamente mitgeführt. Diese sind in einer NASA-Publikation aufgelistet, darunter Schmerzmittel, Antibiotika und Antiemetika (Mittel gegen Übelkeit). Im Raumanzug konnten die Astronauten jedoch keine Medikamente schlucken. Die NASA arbeitete daher vier Injektionsspritzen in die Raumanzüge ein, sogenannt Astropen. Diese Astropen enthielten sterile Lösungen von Pethidin (gegen Schmerzen), Metaraminol (bei Schock), Cyclizin (bei Übelkeit und Schwindel) und Amphetamin (gegen Übermüdung). Der Astronaut konnte den Astropen aktivieren, der dann automatisch eine Injektion vornahm.